# APC (タンパク質)
APC（adenomatous polyposis coli）は、ヒトではAPC遺伝子によってコードされるタンパク質である。DP2.5（deleted in polyposis 2.5）としても知られる。APCタンパク質はβ-カテニンの濃度を負に制御する調節因子であり、細胞接着に関与するE-カドヘリンと相互作用する。APC遺伝子の変異は大腸がんにつながる可能性がある。
APCはがん抑制遺伝子に分類される。がん抑制遺伝子は、癌性腫瘍につながる可能性のある、無制御な細胞増殖を防ぐ。APC遺伝子から産生されるタンパク質は、細胞の腫瘍への成長が決定されるいくつかの細胞過程で重要な役割を果たしている。APCタンパク質は、どの頻度で細胞分裂を行うか、組織内で他の細胞とどのように接着するか、細胞がどのように極性化するか、三次元構造への形態変化、また細胞が組織内をまたは組織から離れて移動するかどうかの制御を助けている。このタンパク質は細胞分裂の際の染色体数の保証も助ける。APCタンパク質は主に他のタンパク質、特に細胞接着やシグナル伝達に関与するタンパク質のとの結合によってこれらの役割をこなしている。特に、APCタンパク質によるβ-カテニンの制御は重要である（Wntシグナル経路を参照）。β-カテニンの調節によって、細胞分裂促進遺伝子の高頻度での活性化が防がれ、細胞の過剰増殖が防止されている。
ヒトのAPC遺伝子は5番染色体の長腕（q）のバンドq22.2（5q22.2）に位置している。APC遺伝子はIRESを含んでいることが示されている。

## 構造
ヒトのAPCタンパク質は2843アミノ酸からなり、予測分子量は311646である。N末端のドメインのいくつかは原子分解能で構造が解かれているが、タンパク質の大部分は天然変性状態であると予測されている。アミノ酸残基800番から2843番までの領域が生体内でも構造を取らないのか、おそらく未同定のタンパク質との相互作用によって安定な複合体を形成しているのかは不明である。近年、APCの中央部のMCR（mutation cluster region）と呼ばれる変異密集領域がin vitroで天然変性状態であることが実験的に確認された。

## がんにおける役割
大腸がんで最も一般的な変異は、APCを不活性化する変異である。APCに不活性化変異が存在しない場合、高頻度でβ-カテニンに活性化変異が存在する。APCの変異は遺伝性であることも、体細胞で散発的に生じたものであることもあるが、多くの場合、他の遺伝子の変異によってDNAの変異が修復不能になった結果生じたものである。がんを発症するためには、APC遺伝子の双方のアレルに変異が生じていなければならない。APCまたはβ-カテニンの変異が発がん性のものとなるためには、続いて他の変異が生じる必要があるが、APC不活性化変異の保因者の場合、40歳までの大腸がんのリスクはほぼ100％である。
家族性大腸腺腫症（FAP）は、APC遺伝子の遺伝的な不活性化変異によって引き起こされる。FAPと関係したAPC遺伝子の変異は800種類以上記載されており、こうした変異の大部分は切り詰められた、非機能的なAPCタンパク質の産生を引き起こすものである。こうした短いタンパク質は細胞の過増殖によるポリープの形成を抑制することができず、またポリープは癌性となりうる。FAPで最も一般的な変異はAPCタンパク質の1309番の部位に生じる5塩基対の欠失であり、フレームシフトが生じる。
APCタンパク質の1307番残基がイソロイシンからリジンに置換された変異（I1307K またはIle1307Lysと書かれる）は、アシュケナジムのユダヤ人の約6%が保有している。この変異は当初は無害であると考えられていたが、大腸がんのリスクの10–20%の上昇と関係していることが近年示された。

## 増殖の調節
APCタンパク質は通常、SAMPリピートなどを介した相互作用によって、アキシン、GSK-3（GSK-3α/β）、とともにβ-カテニン分解複合体（β-catenin destruction complex）を構成している。β-カテニンに対する最初のリン酸化を行うカゼインキナーゼ1（CK1）の助けによって、GSK-3は2つ目以降のリン酸化を行うことができるようになる。これによってβ-カテニンはユビキチン化の標的となり、プロテアソームによって分解される。その結果、β-カテニンの核への移行は妨げられる。Wntシグナルは分解複合体の解体を引き起こしてβ-カテニンを安定化し、β-カテニンは核へ移行して増殖遺伝子の転写因子として機能する。APCの他の機能として、APCは微小管へ標的化されて微小管を安定化しているのに加えて、PDZ結合ドメインを介した相互作用によってアクチンフィラメントとも間接的に結合している可能性がある。
APCによるβ-カテニンの結合は、SAMPリピートを介したアキシンとの結合と同様、分解複合体中でのタンパク質の機能に必要不可欠であると長らく考えられてきた。こうしたモデルは、一般的なAPCのMCRの機能喪失変異ではいくつかのβ-カテニン結合部位とSAMPリピートが除去されているという観察によって裏付けられていた。しかし、 APCとβ-カテニンの直接的な相互作用はβ-カテニンの分解には必須ではないことが近年示され、分解の効率を高める役割を果たしていると考えられている。

## 変異

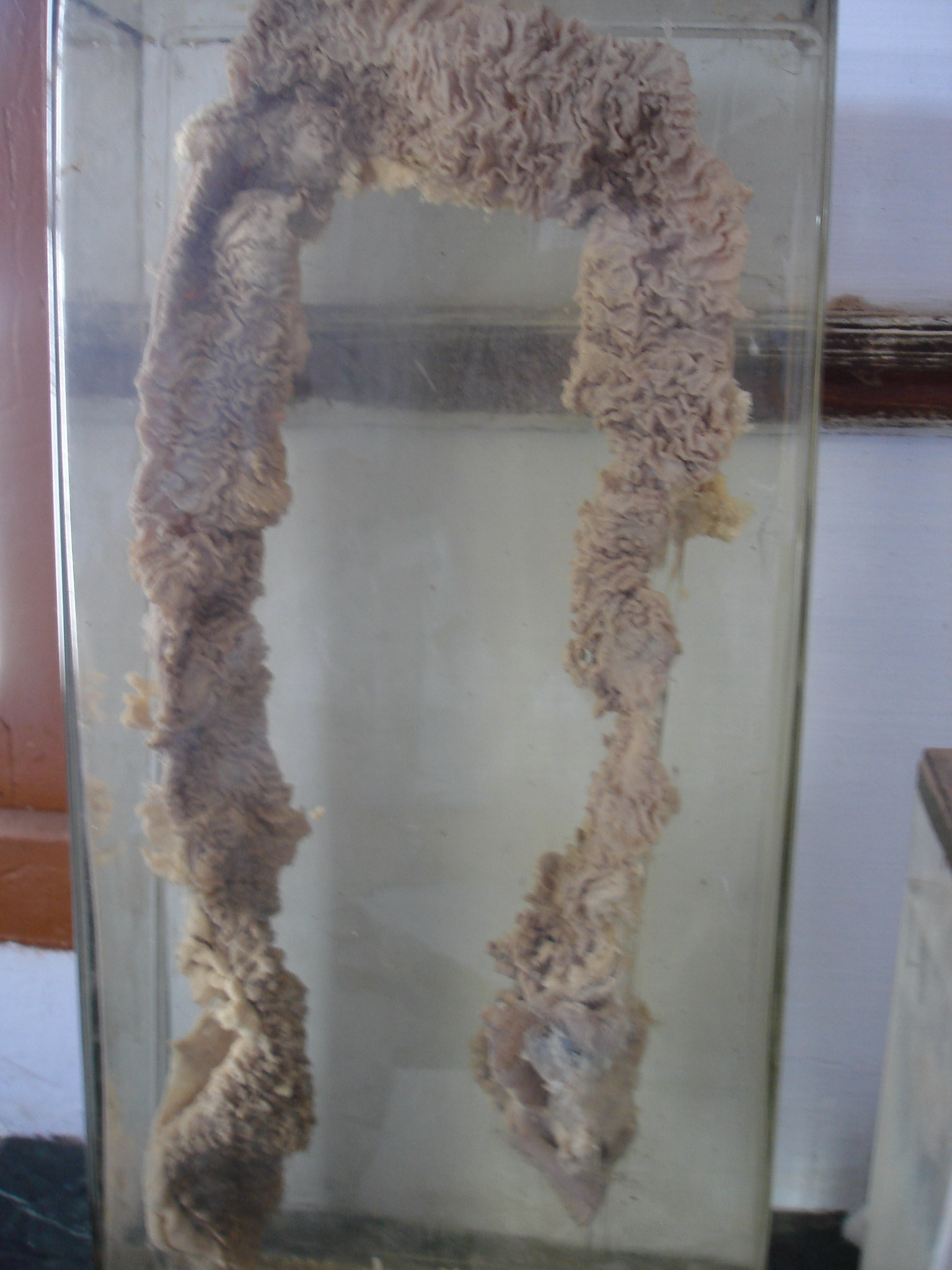
家族性大腸腺腫症の患者の腸

APCの変異は大腸がんなどのがんで初期に生じていることが多い。FAPの患者には生殖細胞系列変異が存在し、そのほぼすべてがナンセンス変異またはフレームシフト変異で、切り詰められたAPCタンパク質の産生が引き起こされている。生殖細胞系列変異は1061番と1309番アミノ酸残基に集中しており、一方、体細胞変異はMCRと呼ばれる1286–1513番残基の領域に集中している。こうした変異によって、アキシン結合部位やβ-カテニン結合部位である20-aaリピートの多くが失われる。

## 神経学的役割
APCはニコチン性アセチルコリン受容体をシナプス後部位に局在させるタンパク質複合体を形成する。さらにこの複合体はシナプス後のニューロリギンを介してシナプス前のニューレキシンへ逆行性シグナル伝達を行い、シナプスの成熟に関与していると考えられている。APCの多型は自閉症スペクトラム障害とも関係しており、こうしたAPCの役割は神経機能に重要な役割を果たしている可能性がある。

## 相互作用
APCは次に挙げる因子と相互作用することが示されている。
- ARHGEF4（英語版）[23]
- AXIN1[24]
- BUB1[25]
- CTNNB1[26][27][28][29][30][31][32][33]
- CSNK2B（英語版）[31]
- CSNK2A1（英語版）[31]
- CTNNA1（英語版）[26][34]
- DLG3（英語版）[35]
- KIFAP3（英語版）[36]
- MAPRE2（英語版）[37][38]
- JUP[34][39]
- SIAH1（英語版）[40]
- TFAP2A（英語版）[41]
- TUBA4A（英語版）[42]
- XPO1（英語版）[43]

## 関連文献
- “Molecular dimensions of gastrointestinal tumors: some thoughts for digestion”. American Journal of Medical Genetics Part A 122A (4):  303–14. (November 2003). doi:10.1002/ajmg.a.20473. PMID 14518068.
- “The ABC of APC”. Human Molecular Genetics 10 (7):  721–33. (April 2001). doi:10.1093/hmg/10.7.721. PMID 11257105.
- “The APC gene in colorectal cancer”. European Journal of Cancer 38 (7):  867–71. (May 2002). doi:10.1016/S0959-8049(02)00040-0. PMID 11978510.
- “Biology of the adenomatous polyposis coli tumor suppressor”. Journal of Clinical Oncology 18 (9):  1967–79. (May 2000). doi:10.1200/JCO.2000.18.9.1967. PMID 10784639.
- “The complex genotype-phenotype relationship in familial adenomatous polyposis”. European Journal of Gastroenterology & Hepatology 16 (1):  5–8. (January 2004). doi:10.1097/00042737-200401000-00002. PMID 15095846.
- “Familial adenomatous polyposis”. Seminars in Surgical Oncology 18 (4):  314–23. (June 2000). doi:10.1002/(SICI)1098-2388(200006)18:4<314::AID-SSU6>3.0.CO;2-9. PMID 10805953.
- “The many faces of the tumor suppressor gene APC”. Experimental Cell Research 264 (1):  126–34. (March 2001). doi:10.1006/excr.2000.5142. PMID 11237529.
- “Adenomatous polyposis coli plays a key role, in vivo, in coordinating assembly of the neuronal nicotinic postsynaptic complex”. Molecular and Cellular Neurosciences 38 (2):  138–52. (June 2008). doi:10.1016/j.mcn.2008.02.006. PMC 2502068. PMID 18407517.